# Rivière aux Iroquois
Rivière aux Iroquois är ett vattendrag i Kanada.   Det ligger i provinsen Québec, i den östra delen av landet, 400 km nordost om huvudstaden Ottawa.
Omgivningarna runt Rivière aux Iroquois är en mosaik av jordbruksmark och naturlig växtlighet. Runt Rivière aux Iroquois är det ganska tätbefolkat, med 108 invånare per kvadratkilometer.